# GEAC System 21
GEAC System 21 – zintegrowany system informatyczny opracowany przez angielską firmę JBA. Swoim zakresem funkcjonalnym obejmuje finanse, produkcję, logistykę i obsługę klienta. Jako jeden z pierwszych systemów tej klasy otrzymał certyfikat jakości. Dostępny również w wersji polskiej na platformę sprzętową IBM AS/400 z graficznym interfejsem użytkownika w architekturze klient-serwer. 